# Perio
Perio est un groupe de pop rock français. Depuis sa création en 1994, le groupe compte un total de cinq albums.

## Biographie
Perio est formé en 1994 par Sarah Froning et Éric Deleporte. Leur premier album Icy Morning in Paris est sorti sur le label Lithium, et rétrospectivement bien accueilli par la presse spécialisée,. Il est suivi quatre ans après, en 1999, par un deuxième opus intitulé Medium Crash, chez Lithium . En 2007 sort The Great Divide, qui propose près de 35 minutes de morceaux, puis Chunk of Songs en 2010 et Black Condensed en 2018.

## Discographie
- 1994 : Icy Morning in Paris (Lithium)
- 1999 : Medium Crash (Lithium)
- 2007 : The Great Divide (Minimum)
- 2010 : Chunk of Songs
- 2015 : 30 minutes with Perio (Objet Disque)
- 2018 : Black Condensed (Objet Disque)